# Cyclopsitta
Cyclopsitta este un gen de papagal din familia Psittaculidae. Cele patru specii ale sale sunt originare de pe continentul australian, în principal din insula Noua Guinee.

## Taxonomie
Denumirea genului Cyclopsitta este o combinație între numele grecesc al ciclopilor mitici (o rasă de giganți cu un singur ochi, al căror nume este o combinație între cuvântul grecesc kuklos, care înseamnă „cerc” și ōps, care înseamnă „ochi”) și latinescul modern psitta, care înseamnă „papagal”.

### Specii
- Cyclopsitta gulielmitertii
- Cyclopsitta nigrifrons
- Cyclopsitta melanogenia
- Cyclopsitta diophthalma